# Golpayegan (Verwaltungsbezirk)
Golpayegan (persisch شهرستان گلپایگان) ist ein Schahrestan in der Provinz Isfahan im Iran. Er enthält die Stadt Golpayegan, welche die Hauptstadt des Verwaltungsbezirks ist. Der Bezirk hat drei Städte: Golpayegan, Guged und Golshahr.

## Demografie
Bei der Volkszählung 2016 betrug die Einwohnerzahl des Schahrestan 90.086. Die Alphabetisierung lag bei 87 Prozent der Bevölkerung. Knapp 17 Prozent der Bevölkerung lebten in urbanen Regionen.
| Zensusjahr | Einwohnerzahl |
| ---------- | ------------- |
| 2011       | 87.479        |
| 2016       | 90.086        |